# Abaiara
Abaiara là một đô thị thuộc bang Ceará, Brasil. Đô thị này có diện tích 179,906 km², dân số năm 2007 là 10211 người, mật độ 56,76 người/km².